# Nitrate d'yttrium
Le nitrate d'yttrium est un solide blanc déliquescent composé d'azote, d'oxygène et d'yttrium.

## Solubilité dans l'eau

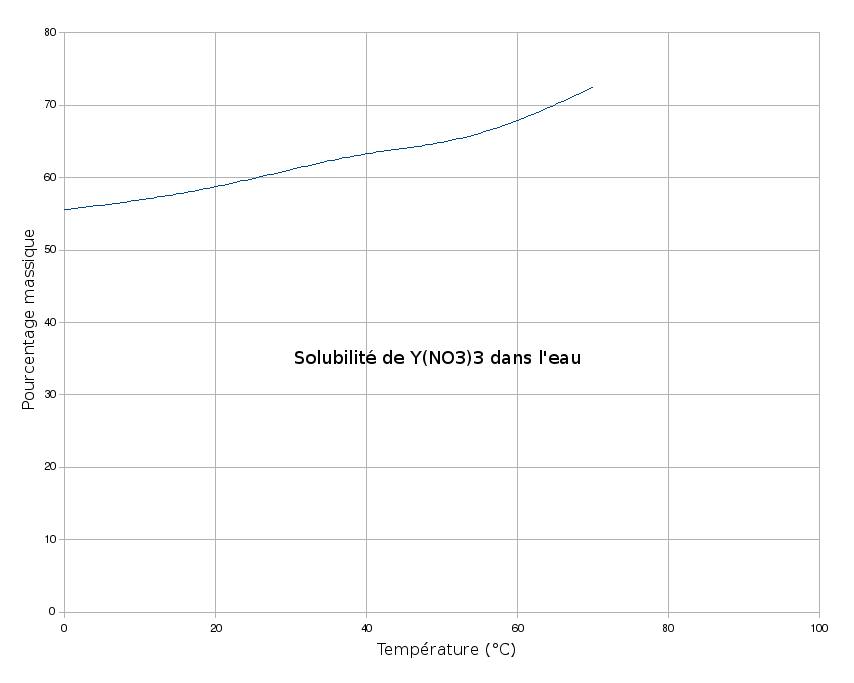
Solubilité dans l'eau